# ویرگنور
ویرگنور (به انگلیسی: Veeraganur) یک زیستگاه انسانی در هند است که در تامیل نادو واقع شده‌است.

## خصوصیات
ویرگنور ۱۰٬۵۳۴ نفر جمعیت دارد و ۵۷۶ متر بالاتر از سطح دریا واقع شده‌است.